# (18335) San Cassiano
Pour les articles homonymes, voir Cassiano et San Cassiano.
(18335) San Cassiano est un astéroïde de la ceinture principale.

## Description
(18335) San Cassiano est un astéroïde de la ceinture principale. Il fut découvert le 19 septembre 1987 à la station Anderson Mesa par Edward L. G. Bowell. Il présente une orbite caractérisée par un demi-grand axe de 2,59 UA, une excentricité de 0,25 et une inclinaison de 5,4° par rapport à l'écliptique.

## Compléments